# Hindu Dharma Acharya Sabha
La Hindu Dharma Acharya Sabha ("Assemblea dei Maestri della Legge Indù") è il massimo organo rappresentativo dell'Induismo in India e riunisce i maestri (acharya) delle principali tradizioni indù (dette sampradāya); l'organismo si è costituito nel 2003 quando si riunì per la prima volta a Chennai il 1º dicembre di quell'anno.
Le tradizioni rappresentate dalla Acharya Sabha sono: Advaita, Dvaita, Kabir Panth, Lingayat, Nimbarka, Saivadheenam, Sena Sampradaya, Suddhadvaita Pushtimarga Vaishnava, Swaminarayan, Vaishnava, Vallabhacharya, Varkari.
Alti rappresentanti della HDAS, guidati dal suo presidente Swami Dayananda Saraswati, si sono incontrati due volte con alti rappresentanti dell'ebraismo, guidati da Yona Metzger rabbino capo d'Israele, una prima volta a Delhi il 5 e 6 febbraio 2007 e una seconda volta a Gerusalemme dal 17 al 20 febbraio 2008.

## Membri dell'Assemblea
Elenco dei membri della Hindu Dharma Acharya Sabha ordinati per tradizione di appartenenza(N.B.: i nomi propri sono in grassetto per distinguerli dai titoli onorifici).

### Advaita
| Nome membro                                                                                   | Carica                                                                | Istituzione                                                       | Località               | Stato federato  | N° |
| --------------------------------------------------------------------------------------------- | --------------------------------------------------------------------- | ----------------------------------------------------------------- | ---------------------- | --------------- | -- |
| H. H. Sri Abhinava Vidya Shankara Bharati                                                     | Sri Sri Avani Sringeri Jagadguru Sankaracharya Maha Samsthanam        | Sri Sarada Peetham                                                | Sringeri               | Karnataka       | 1  |
| Acharya Maha Mandaleshwar Juna Akhada Pithadhishwara Pujya Pada Sri Swami Avadesananda Giriji |                                                                       |                                                                   | Ambala Cantonment      | Haryana         | 2  |
| Acharya Sri Avichaldasji Maharaj                                                              |                                                                       |                                                                   | Anand                  | Gujarat         | 3  |
| Sri Swami Avimukteshwarananda Sarasvati                                                       |                                                                       | Sri Dwaraka Sarada Pitha & Jyotir Matha                           | Dwarka                 | Gujarat         | 4  |
| H. H. Jagadguru Sankaracharya Bharati Tirtha Swamigal                                         |                                                                       | Sri Sri Jagadguru Sankaracharya Mahasamsthanam                    | Sringeri               | Karnataka       | 5  |
| Anant Shri Vibhushit Swami Chinmayananda Saraswatiji Maharaj                                  | Urdhvamnaya Shri Kashi (Sumeru) Pithadhishwar Jagadguru Sankaracharya |                                                                   | Varanasi               | Uttar Pradesh   | 6  |
| Acharya Maha Mandaleshwar Sri Swami Devendrananda Giriji                                      |                                                                       |                                                                   | distretto di Raebareli | Uttar Pradesh   | 7  |
| Maha Mandaleshwar Parivajakacharya Sri Swami Divyananda Giriji Maharaj                        |                                                                       |                                                                   | Haridwar               | Uttarakhand     | 8  |
| H.H. Bhanupura Pitha Swami Divyananda Tirthaji                                                |                                                                       |                                                                   | Mandsaur               | Madhya Pradesh  | 9  |
| H.H. Jagadguru Sankaracharya Jayendra Saraswati Swamigal                                      |                                                                       | Srimatam Samsthanam                                               | Kanchipuram            | Tamil Nadu      | 10 |
| H.H. Jagadguru Shri Maha Swamiji Adrushya Kadasiddheshwara                                    |                                                                       | Shri Siddha Samsthana Math                                        | distretto di Kolhapur  | Maharashtra     | 11 |
| Acharya Maha Mandaleshwar Kasikanandaji Giriji                                                |                                                                       |                                                                   | Bombay                 | Maharashtra     | 12 |
| Maha Mandaleshwar Sri Mangalanandaji Maharaj                                                  |                                                                       |                                                                   | Ahmedabad              | Gujarat         | 13 |
| Paramadarsha Acharya Maha Mandaleshwar Mohanananda Giriji Maharaj                             |                                                                       |                                                                   | Navi Mumbai            | Maharashtra     | 14 |
| Sri La Sri Nachiappa Jana Desika Swamigal                                                     |                                                                       |                                                                   | Kovilur                | Tamil Nadu      | 15 |
| H. H. Sri Nityananda Bharati Swamigal                                                         |                                                                       | Sri Sri Jagadguru Sankaracharya Mahasamsthanam                    | Sringeri               | Karnataka       | 16 |
| Acharya Maha Mandalesvar Niranjana Pithadhishwara Punyananda Giriji                           |                                                                       | Sri Visvanath Sannyas Ashram                                      |                        | Delhi           | 17 |
| H. H. Sri Sri Sacchidananda Bharati Mahaswamigalu                                             |                                                                       | Sri Sri Jagadguru Sankaracharya Mahasamsthanam                    | Sringeri               | Karnataka       | 18 |
| Maha Mandalesvar Sri Swami Sankarananda Sarasvatiji                                           |                                                                       |                                                                   | Bombay                 | Maharashtra     | 19 |
| H. H. Sri Mahaswamiji Satchidananda Sarasvati                                                 |                                                                       |                                                                   | Chickmagalur           | Karnataka       | 20 |
| Maha Mandaleshwar Satyamitrananda Giriji                                                      |                                                                       |                                                                   | Haridwar               | Uttarakhand     | 21 |
| Srimad Jagadguru Vidhyabhinava Vidyaranya Bharati Swamigalu                                   |                                                                       | Srimad Jagadguru Sri Kudali Sringeri Sankaracharya Mahasamsthanam | distretto di Shimoga   | Karnataka       | 22 |
| Acharya Maha Mandalesvar Vidyananda Giriji                                                    | Kailash Pithadhisvara of Sri Kailas Ashram                            |                                                                   | Rishikesh              | Uttarakhand     | 23 |
| H. H. Sankaracharya of Pushpagiri Pitham Vidya Narasimha Bharati Swamigal                     |                                                                       |                                                                   | Kadapa                 | Andhra Pradesh  | 24 |
| P. P. Vidyanarsinh Bhartiji Maharaj                                                           | Srimad Jagadguru Sankaracharya Pithadhish                             |                                                                   | Kolhapur               | Maharashtra     | 25 |
| H. H. Sri Sri Jagadguru Sankaracharya Vidyaranya Bharati                                      |                                                                       | Hampi Virupaksha Vidyaranya Mahasamsthanam                        | Hampi                  | Karnataka       | 26 |
| H. H. Jagadguru Sankaracharya of Sri Kanchi Kamakoti Pitham Vijayendra Sarasvati Swamigal     |                                                                       | Srimatam Samsthanam                                               | Kanchipuram            | Tamil Nadu      | 27 |
| Maha Mandalesvar of Suratgiri Bungla Vishweshwarananda Maharaj                                |                                                                       |                                                                   | Bombay                 | Maharashtra     | 28 |
| M. M. Sri Swami Vishwatmananda Saraswatiji                                                    |                                                                       |                                                                   | S. K. Sunder Bani      | Jammu e Kashmir | 29 |
| Maha Mandalesvar Sri Viswadevananda                                                           |                                                                       |                                                                   | Ahmedabad              | Gujarat         | 30 |
| Nome membro                                                                                   | Carica                                                                | Istituzione                                                       | Località               | Stato federato  | N° |

### Dvaita
| Nome membro                                                                                | Carica                                     | Istituzione | Località                          | Stato federato | N° |
| ------------------------------------------------------------------------------------------ | ------------------------------------------ | ----------- | --------------------------------- | -------------- | -- |
| Sri Prasanna Suru Madhava Teertha Swamiji (Senior                                          | Sri Sri Madhava Theertha Samsthana         |             | distretto di Kolar                | Karnataka      | 1  |
| H. H. Sri Sri Jagadguru Sri Madhavacharya Moola Mahasamsthanam Sugunendra Theertha Swamiji |                                            |             | Udipi                             | Karnataka      | 2  |
| H. H. Sri Vibhutesa Teerth Swamiji                                                         |                                            |             | Udipi                             | Karnataka      | 3  |
| H. H. Sri Vidyadhisa Teertha Swamiji                                                       |                                            |             | Udipi                             | Karnataka      | 4  |
| Sri Sri Vidyaprasannateertha Swamiji                                                       | Jagadguru Sri Madhvacharya Maha Samsthanam |             | distretto del Kannada Meridionale | Karnataka      | 5  |
| H. H. Sri Vidya Sagara Madhava Theertha Swamiji                                            | Sri Sri Madhava Theertha Samsthana         |             | distretto di Kolar                | Karnataka      | 6  |
| H. H. Sri Vidya Sagara Teertha Swamiji                                                     |                                            |             | Udipi                             | Karnataka      | 7  |
| H. H. Vidya Vallabha Theertha Swamiji                                                      |                                            |             | Udipi                             | Karnataka      | 8  |
| H. H. Sri Vishwa Prasanna Theertha Swamiji                                                 |                                            |             | Udipi                             | Karnataka      | 9  |
| H. H. Sri Vishwesha Theertha Swamiji                                                       |                                            |             | Udipi                             | Karnataka      | 10 |
| H. H. Sri Visvottama Teertha Swamiji                                                       |                                            |             | Udipi                             | Karnataka      | 11 |
| Nome membro                                                                                | Carica                                     | Istituzione | Località                          | Stato federato | N° |

### Vaishnava
| Nome membro                                                                             | Carica                          | Istituzione                                     | Località              | Stato federato            | N° |
| --------------------------------------------------------------------------------------- | ------------------------------- | ----------------------------------------------- | --------------------- | ------------------------- | -- |
| Alagia Singer Jeer of Sri Ahobila Matham of Sri Rangam                                  | 45th Jeer of Sri Ahobila Matham |                                                 | Chennai               | Tamil Nadu                | 1  |
| Srimad Poundarikapuram Ashramam Andavan Swamigal                                        |                                 |                                                 | Sri Rangam            | Tamil Nadu                | 2  |
| Sri Sri of Sriperambudur Embar Jeeyar Appan Vishnucittan                                |                                 |                                                 | Sriperambudur         | Tamil Nadu                | 3  |
| Sri La Sri Jnana Prakasa Desika Paramacharya Swamigal                                   |                                 |                                                 | Kanchipuram           | Tamil Nadu                | 4  |
| H. H. Sri Kesavananda Bharati Swamigal                                                  |                                 | Edaneer Math e Bangalore Math                   | Kasargode e Bangalore | Tamil Nadu e Karnataka    | 5  |
| Sri Mahant Keshavadasji                                                                 |                                 |                                                 | Sabarkantha           | Gujarat                   | 6  |
| Anant Shri Vibhushit Madhusudhanacharya Swami                                           |                                 |                                                 | Ayodhya e Udaipur     | Uttar Pradesh e Rajasthan | 7  |
| H. H. Sri Parakala Yatindra Mahadesukan Srimad Abhinava Vageesa Bramatanthra Swatanthra |                                 | Sri Brahmatanthra Swatanthra Parakalaswamy Mutt | Mysore                | Karnataka                 | 8  |
| Sri Swamigal of Thiru Jeer Mutt Perarulala Ramanuja Jeer                                |                                 |                                                 | Thirukkurungudi       | Tamil Nadu                | 9  |
| Jagadguru Ramanujacariar of Tulasi Pitha Ramabhadrachariar Swami                        |                                 |                                                 | Chitrakoot Ghat       | Madhya Pradesh            | 10 |
| Sri Kanhi Vadhikesari Azhagia Manavala Vishnucitta Ramanuja Jeeyar                      |                                 |                                                 | Kanchipuram           | Tamil Nadu                | 11 |
| Srimath Paramahamsa Jagadguru Sri Kaliyan Vanamamalai Swami Ramanuja Jeeyar             |                                 |                                                 | Nanguneri             | Tamil Nadu                | 12 |
| Jagadguru Ramanandacharya Swami Rambhadracharyaji Maharaj                               |                                 |                                                 | Chitrakut             | Madhya Pradesh            | 13 |
| H. H. Sri Yadugiri Yathiraja Sampathkumara Ramanuja Jeeyar                              |                                 |                                                 | Melkote               | Karnataka                 | 14 |
| H. H. Sri Sri Sri Chinna Jeeyar Swami Srimannarayana Ramanuja Tridandi                  |                                 |                                                 | distretto di Guntur   | Andhra Pradesh            | 15 |
| Sri Sriranga Narayana Jeer                                                              |                                 |                                                 | Srirangam             | Tamil Nadu                | 16 |
| H. H. Vainateya Ramanuja Jeer                                                           |                                 |                                                 | Tuticorin             | Tamil Nadu                | 17 |
| Sri Varadha Ethiraja Jeeyar Swami                                                       |                                 |                                                 | Sri Perumbudur        | Tamil Nadu                | 18 |
| Nome membro                                                                             | Carica                          | Istituzione                                     | Località              | Stato federato            | N° |

### Kabir Panth
| Nome membro                                                | Carica | Istituzione | Località | Stato federato | N° |
| ---------------------------------------------------------- | ------ | ----------- | -------- | -------------- | -- |
| Kasi Kabir Chauhra Math Pithadhisvar Sant Vivekdas Acharya |        |             | Varanasi | Uttar Pradesh  | 1  |
| Nome membro                                                | Carica | Istituzione | Località | Stato federato | N° |

### Lingayat
| Nome membro                                                             | Carica                                         | Istituzione | Località            | Stato federato | N° |
| ----------------------------------------------------------------------- | ---------------------------------------------- | ----------- | ------------------- | -------------- | -- |
| H. H. Swami Sri Balagangadharanatha                                     | Sri Sri Sri Jagadguru of Adi Chunchungiri Math |             | distretto di Mandya | Karnataka      | 1  |
| H. H. Swami Nirmalananda Saraswatiji                                    | Sri Sri Sri Jagadguru of Adi Chunchungiri Math |             | distretto di Mandya | Karnataka      | 2  |
| Gurusiddha Sri Jagadguru Rajayogendra Swamiji                           |                                                |             | Hubli               | Karnataka      | 3  |
| H. H. Jagadguru Sri of Suttur Math Shivarathri Desikendra Mahaswamigalu |                                                |             | distretto di Mysore | Karnataka      | 4  |
| H. H. Sri Siddheshwar Swami                                             |                                                |             | Bijapur             | Karnataka      | 5  |
| H. H. Dr. Shree Shree Sivakumara Swamigalu                              |                                                |             | Tumkur              | Karnataka      | 6  |
| Nome membro                                                             | Carica                                         | Istituzione | Località            | Stato federato | N° |

### Sena Sampradaya
| Nome membro                                                                  | Carica | Istituzione | Località | Stato federato | N° |
| ---------------------------------------------------------------------------- | ------ | ----------- | -------- | -------------- | -- |
| Akhila Bhartiya Sen Bhakti Pithadhishwara Senacharya Sri Achalanandacharyaji |        |             | Jodhpur  | Rajasthan      | 1  |
| Nome membro                                                                  | Carica | Istituzione | Località | Stato federato | N° |

### Maha Nirvani Akhara
| Nome membro                                                         | Carica                                                  | Istituzione      | Località                             | Stato federato               | N° |
| ------------------------------------------------------------------- | ------------------------------------------------------- | ---------------- | ------------------------------------ | ---------------------------- | -- |
| Maha Mandaleshwar Sri Swami Atmananda Puriji                        |                                                         |                  | Haridwar                             | Uttarakhand                  | 1  |
| Maha Mandaleshwar Sri Swami Atmaprakash Yati                        |                                                         |                  | Varanasi                             | Uttar Pradesh                | 2  |
| Maha Mandaleshwar Sri Swami Balakananda Giriji                      |                                                         |                  | Haridwar                             | Uttarakhand                  | 3  |
| Mandaleshwar Tatambari Sri Swami Citprakashji Maharaj               |                                                         |                  | Vrindavan, distretto di Mathura      | Uttar Pradesh                | 4  |
| Maha Mandaleshwar Sri Swami Girijananda Saraswatiji                 |                                                         |                  | Indore e Rudraprayag                 | Madhya Pradesh e Uttarakhand | 5  |
| Maha Mandaleshwar Acharya Sri Swami Jyotirmayananda Saraswatiji     |                                                         | Sadananda Ashram | Haridwar                             | Uttarakhand                  | 6  |
| Maha Mandaleshwar Anantasri Vibhushita Sri Swami Kamalananda Giriji |                                                         |                  | Haridwar                             | Uttarakhand                  | 7  |
| Maha Mandaleshwar Sri Swami Kamal Puriji                            | Sri Siddha Pitha Samadhi of Swami Sankar Puriji Maharaj |                  | Jira e Shankarpuri Ashram (Haridwar) | Punjab e Uttarakhand         | 8  |
| Paramadarsh Maha Mandaleshwar Maheshwarananda Puriji                |                                                         |                  | Bombay                               | Maharashtra                  | 9  |
| Maha Mandalesvar Sri Swami Paresha Yatiji Maharaj                   |                                                         |                  | Nainital                             | Uttarakhand                  | 10 |
| Acharya Maha Mandalesvar Sri Swami Samvidananda Sarasvati           |                                                         |                  | Nasik                                | Maharashtra                  | 11 |
| Vedantacharya Maha Mandalesvar Sri Swami Vishnudevananda Giriji     |                                                         |                  |                                      | Delhi                        | 12 |
| Paramadarsha Maha Mandalesvar Swami Sri Visvatmananda Puriji        |                                                         |                  | Haridwar                             | Uttarakhand                  | 13 |
| Nome membro                                                         | Carica                                                  | Istituzione      | Località                             | Stato federato               | N° |

### Akhada
| Nome membro                                                                                | Carica | Istituzione | Località             | Stato federato | N° |
| ------------------------------------------------------------------------------------------ | ------ | ----------- | -------------------- | -------------- | -- |
| Karshni Maha Mandaleshwar Udaasina Pithadishwara Swami Gurusharananadaji                   |        |             | distretto di Mathura | Uttarakhand    | 1  |
| Nirmal Pnchayati Akhada Pithadishwara Mahant Vedacharya Sri Swam Jnanadeva Singhji Maharaj |        |             | Haridwar             | Uttarakhand    | 2  |
| Avahan Akhada Pithadhishwar Acharya Maha Mandalesvar Sri Swami Shivendra Puriji            |        |             | distretto di Thane   | Maharashtra    | 3  |
| Nome membro                                                                                | Carica | Istituzione | Località             | Stato federato | N° |

### Saivadheenam
| Nome membro                                                                                  | Carica | Istituzione              | Località               | Stato federato | N° |
| -------------------------------------------------------------------------------------------- | ------ | ------------------------ | ---------------------- | -------------- | -- |
| Thavattiru of Maumara Madalayam Kumara Gurubara Swamigal                                     |        | Kaumara Madalyam         | Coimbatore             | Tamil Nadu     | 1  |
| Kundrakkudi Ponnambala Adigalara Thavatthiru Prof. M. A. Lakshmithathachar                   |        | Thiruvannamalai Adheenam | Kundrakkudi            | Tamil Nadu     | 2  |
| Kasivasi Muthukumaraswami Tambiran Swamigal                                                  |        |                          | distretto di Thanjavur | Tamil Nadu     | 3  |
| Thavatthiru of Perur Adheenam Shantalinga Ramaswami Adigalar                                 |        |                          | Coimbatore             | Tamil Nadu     | 4  |
| Thirukkayilaya Paramparai H. H. Seer-Valar-Seer Sivaprakasa Desika Paramacharya Swamigal Avl |        |                          | Thiruvaduthurai        | Tamil Nadu     | 5  |
| Nome membro                                                                                  | Carica | Istituzione              | Località               | Stato federato | N° |

### Madhva
| Nome membro                                | Carica                                 | Istituzione  | Località | Stato federato | N° |
| ------------------------------------------ | -------------------------------------- | ------------ | -------- | -------------- | -- |
| H. H. of Shiroor Math Lakshmivara Theertha | Jagadguru Sri Sri Madhavacharya Pitham | Shiroor Math | Udipi    | Karnataka      | 1  |
| Nome membro                                | Carica                                 | Istituzione  | Località | Stato federato | N° |

### Varkari
| Nome membro                            | Carica                                                | Istituzione                    | Località   | Stato federato | N° |
| -------------------------------------- | ----------------------------------------------------- | ------------------------------ | ---------- | -------------- | -- |
| Shri H. B. P. Madhav Maharaj Shivnikar | President, Shri Samasta Varakari Phadkari Hindi Samaj | Bhagwan Maharaj Shivnikar Math | Pandharpur | Maharashtra    | 1  |
| Nome membro                            | Carica                                                | Istituzione                    | Località   | Stato federato | N° |

### Suddhadvaita Pushtimarga Vaishnava
| Nome membro                                                                                    | Carica                      | Istituzione | Località | Stato federato | N° |
| ---------------------------------------------------------------------------------------------- | --------------------------- | ----------- | -------- | -------------- | -- |
| Shreemad Goswamiji Shri Sudhhadvaita Pushtimargiya Vaishnavacharya Mathureshwarji Maharajshree | Shri Vakpati Peethadhishwar |             | Vadodara | Gujarat        | 1  |
| Nome membro                                                                                    | Carica                      | Istituzione | Località | Stato federato | N° |

### Vedanta
| Nome membro                                                                   | Carica | Istituzione                             | Località | Stato federato | N° |
| ----------------------------------------------------------------------------- | ------ | --------------------------------------- | -------- | -------------- | -- |
| H. H. Sri Narayanashrama Swamigalu                                            |        | Sri Kamakshi Sharadamba Maha Sannidhana | Hebbur   | Karnataka      | 1  |
| H. H. Sri Sadashivashram Swamigalu                                            |        | Sri Kamakshi Sharadamba Maha Sannidhana | Hebbur   | Karnataka      | 2  |
| H. H. Jagadguru Sankaracharya of Sri Govardhana Pitha Nischalananda Saraswati |        | Govardhana Math                         | Puri     | Orissa         | 3  |
| Nome membro                                                                   | Carica | Istituzione                             | Località | Stato federato | N° |

### Altri
| Nome membro                                                                                   | Carica | Istituzione                                    | Località                             | Stato federato | N° |
| --------------------------------------------------------------------------------------------- | ------ | ---------------------------------------------- | ------------------------------------ | -------------- | -- |
| Shri 1008 Mahamandaleshwar Swami Abhedanandji Maharaj                                         |        |                                                | Ahmedabad                            | Gujarat        | 1  |
| Shri 1008 Parmadarsh Mahamandaleshwar Swami Advaitanandji Maharaj                             |        |                                                | distretto di Thane                   | Maharashtra    | 2  |
| Shri 1008 Mahamandaleshwar Swami Anand Chaitanya Saraswatiji Maharaj                          |        |                                                | Haridwar                             | Uttarakhand    | 3  |
| Maha Mandaleshwar Swami Arjunpuriji Maharaj                                                   |        |                                                | Haridwar                             | Uttarakhand    | 4  |
| Maha Mandaleshwar Swami Asanganandaji                                                         |        |                                                | Rishikesh                            | Uttarakhand    | 5  |
| Sri Goswami Dwarkeshlalji Maharaj                                                             |        | Shastha Pith                                   | Vadodara                             | Gujarat        | 6  |
| Gangadharendra Saraswati Swami of Sri Sonda Swarnavalli Mahasamsthanam                        |        |                                                | Sirsi                                | Karnataka      | 7  |
| Sri Sri Haridev Goswami                                                                       |        |                                                | distretto di Jorhat                  | Assam          | 8  |
| H. H. Sri Arunagiri Natha Sri Jyanasambandha Paramacharya Swamigal                            |        | Madurai Thirujnanasambandhar Adheenam          | Madurai                              | Tamil Nadu     | 9  |
| Pa. Pu. Dha. Dhu. 1008 Acharya Shri Kaushalendraprasadji Maharaj                              |        | Sri Narayan Dev Pithadhishwar                  | Ahmedabad                            | Gujarat        | 10 |
| Shri H. B. P. Keshavdas Maharaj Namdas (Sant Namdev Maharaj ka Vanshaj)                       |        |                                                | Pandharpur                           | Maharashtra    | 11 |
| H. H. Sri Jagadguru Badani Sankaracharya Vidya Abhinava Sri Krishnananda Tirtha Mahaswamigalu |        | Sri Jagadguru Badani Sankaracharya Samasthanam | distretto di Chickmagalur            | Karnataka      | 12 |
| Sri Lila Mahanta                                                                              |        |                                                | distretto di Jorhat                  | Assam          | 13 |
| H. H. Sri Shastri Madhavapriyadasji                                                           |        | Sri Swaminarayan Gurukul                       | Rajkot                               | Gujarat        | 14 |
| Sri Ma Ni Pra H. H. Mahanta Swamiji                                                           |        |                                                | distretto di Shimoga                 | Karnataka      | 15 |
| Dr. Ma. Ni. Pra Maheshwar Shivacharya Swami                                                   |        |                                                | distretto di Shimoga                 | Karnataka      | 16 |
| H. H. Jagadguru Sri Mallikarjuna Murugarajendra Mahaswamiji                                   |        |                                                | distretto di Shimoga                 | Karnataka      | 17 |
| Nimbarka Mevad Maha Mandaleshwar Virakta Shri Murli Manohar Sharan                            |        |                                                | Udaipur                              | Rajasthan      | 18 |
| Sri Sri Nanigopal Deka Goswam                                                                 |        |                                                | distretto di Jorhat                  | Assam          | 19 |
| Sri Sri Narayan Ch. Goswami                                                                   |        |                                                | distretto di Jorhat                  | Assam          | 20 |
| Mahant Swami Shri Nritya Gopaldasji Maharaj                                                   |        |                                                | Ayodhya                              | Uttar Pradesh  | 21 |
| A. M. M Yugpurush Shri Swami Paramanadasji Maharaj                                            |        |                                                | Haridwar                             | Uttarakhand    | 22 |
| Sri Sri Dr. Pitambar Dev Goswami                                                              |        | Satradhikar                                    | distretto di Jorhat                  | Assam          | 23 |
| Sri H. B. P. Prahakar Maharaj Bodhle                                                          |        |                                                | Pandarpur                            | Maharashtra    | 24 |
| Acharya Maha Mandalesvar Sri Swami Premanandaji Maharaj                                       |        |                                                | Haridwar                             | Uttarakhand    | 25 |
| Shri Shriji Maharaj Sri Radha Sarveshwar Saramdevacharyaji                                    |        | Shri Nimbarkacharya Peeth                      | Ajmer                                | Rajasthan      | 26 |
| Yuvaraj Shri Shyamsharandev                                                                   |        | Shri Nimbarkacharya Peeth                      | Ajmer                                | Rajasthan      | 27 |
| H. H. Sri Raghaveshwara Bharti                                                                |        |                                                | Ramchandrapur                        | Karnataka      | 28 |
| Pa. Pu. Dha. Dhu. Acharya Shri Rakeshprasadji Maharaj                                         |        |                                                | Jilla Kheda                          | Gujarat        | 29 |
| Ram Snehi Sampradaya Jagadguru Anant Shri Vibhushit Swami Shri Ramdayalji Maharaj             |        |                                                | distretto di Bhilwara                | Rajasthan      | 30 |
| H. H. Sri Sadyojata Theertha Shankara Swamiji                                                 |        |                                                | Shirali                              | Karnataka      | 31 |
| Jagadacharya Naimisha Vyasa Pithadhisvara Sri Swami Sarvadanandaji                            |        |                                                | Sitapur                              | Uttar Pradesh  | 32 |
| H. H. Sri Satchidananda Gnaneshwaraji                                                         |        |                                                | distretto del Kannada Settentrionale | Karnataka      | 33 |
| Sri La Sri Suriyanar Koil Shankar Ling Deshika Paramacharya Swamigal                          |        |                                                | Thirumagalakkudi                     | Tamil Nadu     | 34 |
| Sri La Sri of Sri Shanmuga Desika Jnanasambandha Paramacharya Swamigal                        |        |                                                | Mayiladuthurai                       | Tamil Nadu     | 35 |
| Sri Ma Ni Pra Shivamurthy Muruga Rajendra Swamiji                                             |        |                                                | distretto di Shimoga                 | Karnataka      | 36 |
| Mahamandaleshwar Swami Shri 1008 Shivswaroopanandaji Maharaj                                  |        |                                                | Haridwar                             | Uttarakhand    | 37 |
| Sri Ma. I. Pra Siddhalinga Shivacharya Swamiji                                                |        |                                                | distretto di Shimoga                 | Karnataka      | 38 |
| Sri La Sri Sivajnana Balaya Swamigal                                                          |        |                                                | Pondicherry                          | Tamil Nadu     | 39 |
| M. M. Swami Somanathgiriji Maharaj                                                            |        |                                                | Nainital                             | Uttar Pradesh  | 40 |
| Anantasri Vibhushita Jagadguru Nimbarkarcharya Sri Sriji Maharaj                              |        |                                                | Ajmer                                | Rajasthan      | 41 |
| Mahamandaleshwar Swami Shri 1008 Sukhdewanandji Maharaj                                       |        |                                                | Bombay                               | Maharashtra    | 42 |
| Mahaswamiji Sureshwarananda Bharati                                                           |        |                                                | Bangalore                            | Karnataka      | 43 |
| Sri Sri Vaman Ashram Swamiji                                                                  |        |                                                | distretto del Kannada Settentrionale | Karnataka      | 44 |
| Sri H. B. P. Vitthalbuva Chowdhry Maharaj (Modhebuva)                                         |        |                                                | Pune                                 | Maharashtra    | 45 |
| Nome membro                                                                                   | Carica | Istituzione                                    | Località                             | Stato federato | N° |